# Artemó (usurpador)
Artemó (en llatí Artemon, en grec antic Ἀρτέμων) fou un sirià d'ascendència reial que va viure durant i després del regnat d'Antíoc III el Gran.
Tenia una gran semblança amb el rei i quan aquest va morir, la reina Laodicea el va posar al llit i el va fer passar pel difunt, dient que estava malalt. Les personalitats que el van poder veure van creure que era el rei, i escoltaven de l'usurpador les recomanacions en favor de Laodicea i dels seus fills.